# Hell on Earth (Mobb Deep)
Hell on Earth è un album dei Mobb Deep, pubblicato nel 1996, un anno e mezzo dopo il precedente The Infamous.

## Descrizione
L'intero album è prodotto da Havoc, che si occupa anche delle rime insieme a Prodigy. La traccia numero 2, Drop a Gem on 'Em, è una risposta alla faida avviata da 2Pac contro il gruppo. La canzone è stata una delle più apprezzate dell'album, insieme a G.O.D. Pt. III e Hell on Earth (Front Lines). Hell on Earth è considerato da molti dei primi fan come il miglior disco del duo, per i suoi toni scuri ed hardcore.
Nel disco compaiono anche Nas, Raekwon, Method Man e lo storico collaboratore Big Noyd. L'album contiene anche una traccia multimediale intitolata In the Long Run.

## Tracce
1. Animal Instinct (featuring Twin Gambino & Ty Nitty) – 3:30
2. Drop a Gem on 'Em – 4:17
3. Bloodsport – 3:35
4. Extortion (featuring Method Man) – 3:31
5. More Trife Life – 3:45
6. Man Down (featuring Big Noyd) – 5:03
7. Can't Get Enough of It (featuring Illa Ghee) – 4:51
8. Nighttime Vultures (featuring Raekwon) – 4:30
9. G.O.D. Pt. III – 5:17
10. Get Dealt With – 3:56
11. Front Lines (Hell on Earth) – 4:34
12. Give It Up Fast (featuring Big Noyd & Nas) – 3:58
13. Still Shinin' – 4:11
14. Apostle's Warning – 4:07

Traccia bonus
1. In the Long Run (featuring Ty Nitty & Money No) – 2:38